# 漫威影业特别呈献
漫威影业特别呈献（英語：Marvel Studios Special Presentations）是漫威影业为Disney+制作的一系列电视特辑，以漫威电影宇宙系列为背景，与该系列的电影和电视剧共享剧情连续性。漫威影业特别呈献的标志于2022年9月伴随第一部电视特辑《暗夜狼人》同时发布。这些大约一小时长的特别节目旨在为漫威电影宇宙引入新的角色或概念。漫威影业特别呈献的开场音乐，风格类似于1980年代和1990年代的CBS特别演出的开场。
《暗夜狼人》和《星際異攻隊 聖誕特別篇》（2022年）都属于漫威宇宙第四阶段，两部特辑都是以假日为主题。漫威影业对制作更多特别节目的想法持开放态度。这种特别节目的形式因其能够让漫威影业讲述独立的故事、尝试不同的类型和风格而受到赞誉，同时还可以引入较为冷门的角色，而不像电影和电视剧那样受限于长篇叙事。

## 发展
截至2018年9月，漫威影业已经在为迪士尼的新流媒体服务Disney+开发几部限定剧集，这些剧集将围绕漫威电影宇宙电影中的“二线”角色展开，这些角色之前没有、也不太可能在自己的大电影中出演主角。为Disney+开发内容使漫威影业能够在格式处理上更加灵活，比如模仿类似《查理·布朗的圣诞节》（1965年）以及《雪人FROSTY》（1969年）这样的一次性或年度假日主题电视特辑。这些特辑通常时长为30分钟到1小时，这是漫威影业为其特辑剧集设想的时长。 
2020年12月，漫威影业宣布为Disney+制作的《星際異攻隊 聖誕特別篇》计划于2022年底的假日季上映。这也是漫威影业计划为Disney+制作的首部内容。2021年8月，一部以萬聖夜为主题的电视特别节目也在开发中，据报道将以《暗夜狼人》为中心。在2022年9月的D23博览会上，漫威确认了万圣节特别节目为《暗夜狼人》，并于当年10月上映。与此同时，「漫威影业特别呈献」的标志也被公布，《暗夜狼人》和《银河护卫队假日特辑》将以此为品牌进行推广。漫威影业高管布莱恩·盖伊（Brian Gay）「漫威影业特别呈献」是一种新的格式，每部特辑旨在为观众带来关于“不同故事或宇宙不同区域”的简短展示，比如引入新的角色或概念，并透露它们如何在未来的亮相中进一步融入漫威电影宇宙。 
《暗夜狼人》的导演迈克尔·吉亚奇诺表示，漫威影业总裁凱文·費吉希望《暗夜狼人》能成为“首批一集完结的故事之一”。在《暗夜狼人》上映时，漫威影业尚未确定未来特辑的具体发行计划。据报道，2023年3月有一部以梅菲斯特为中心的特辑正在投入制作。费奇在2024年7月表示，另一部特辑正在开发中，计划在2025年之后发布,，而温德鲍姆在9月确认将会有更多特辑被开发。

## 徽标和宣传
特别节目采用了一个带有多彩片头的特殊开场，并配以邦戈鼓音乐，这让人联想到1980年代和1990年代动画节日特别节目之前播放的CBS特别呈献的主题曲。为《暗夜狼人》执导并作曲的吉亚奇诺创作了这一片头音乐，他称这一开场是对广播电视网“特别呈献”标志的“情书”，这些标志用于表明特辑内容，正如漫威影业希望特别节目也具备这样的独特性。该片头由Perception公司设计。 
ComicBook.com的杰米·洛维特（Jamie Lovett）称漫威影业特别呈献的片头“更加丰富多彩”，而其主题曲比漫威影业的普通开场曲“更加有趣”。Marvel.com的蕾切尔·佩奇（Rachel Paige）则称宣传这段主题曲“绝对是动感十足，肯定会激起与以往广播网络特别节目相同的兴奋感”。漫画书资源网的乔舒亚·M·帕顿（Joshua M. Patton）认为，这个片头将“对新一代孩子产生类似的影响”，就像老牌广播电视网的开场一样，因为它“唤起了人们对CBS片头的记忆”并向观众表明他们“即将看到一些令人兴奋的全新内容”。

## 特辑
所有特辑均在Disney+上发布，与各自阶段的电影和电视剧同时上映。

### 第四阶段
| 特辑                  | 发行日期       | 导演          | 编剧                   |
| --------------------- | -------------- | ------------- | ---------------------- |
| 暗夜狼人              | 2022年10月7日  | 迈克·吉亚奇诺 | 希瑟·奎因和彼得·卡梅伦 |
| 星際異攻隊 聖誕特別篇 | 2022年11月25日 | 詹姆斯·古恩   | 詹姆斯·古恩            |

### 潜在项目
2023年3月，記者杰夫·斯奈德（Jeff Sneider）报道称，一部以梅菲斯特为中心的特辑正在Disney+系列剧《阿嘉莎：無所不在》（2024年）的片场拍摄，地点位于佐治亚州亚特兰大的Trilith工作室。沙查·巴隆·科恩有望重新出演该角色，此前有传言称他将在电视剧《鋼鐵心》（2025年）中出演该角色。另一部特辑将于2024年7月制作完成，计划于2025年后发布。

## 演员和角色
| 角色                            | 2022年                      | 2022年                |
| 角色                            | 暗夜狼人                    | 星際異攻隊 聖誕特別篇 |
| 电影中登场                      | 电影中登场                  | 电影中登场            |
| ------------------------------- | --------------------------- | --------------------- |
| 太空狗寇斯莫                    |                             | 玛丽亚·巴卡洛娃V      |
| 德克斯                          |                             | 戴夫·巴帝斯塔S        |
| 格鲁特                          |                             | 馮·迪索V S            |
| 螳螂女                          |                             | 庞·克莱门捷夫S        |
| 涅布拉                          |                             | 凯伦·吉兰S            |
| 克拉格林                        |                             | 西恩·昆恩S            |
| 彼得·奎爾                       |                             | 克里斯·普瑞特S        |
| 火箭                            |                             | 布萊德利·庫柏V S      |
| 勇度·烏丹塔                     |                             | 迈克尔·鲁克V          |
| 添美                            |                             | 史蒂芬·布莱克哈特     |
| 《暗夜狼人》中登场              |                             |                       |
| 阿薩雷爾（Azarel）                    | 尤金妮·邦杜兰特             |                       |
| 巴拉索（Barasso）                      | 丹尼爾·J·華茲               |                       |
| 艾爾莎·血石                     | 勞拉·唐納利S                |                       |
| 尤里西斯·血石                   | 理查·迪克森（Richard Dixon）V            |                       |
| 凡露莎·血石（Verussa Bloodstone）                 | 哈里特·桑賽姆·漢理斯S       |                       |
| 賈方（Jovan）                        | 寇克·柴契爾                 |                       |
| 萊昂（Liorn）                        | 李奧納多·南                 |                       |
| 傑克·羅素／暗夜狼人             | 蓋爾·賈西亞·貝納S           |                       |
| 比利·史旺（Billy Swan）                   | 阿爾·哈馬赫（Al Hamacher）             |                       |
| 「類人體」泰德                  | 凱利·瓊斯（Carey Jones）MC傑佛瑞·福特V |                       |
| 在《银河护卫队 假日特辑》中亮相 |                             |                       |
| 凯文·贝肯                       |                             | 他本人S               |
| （）F                           |                             | 瑞特·米勒S            |
|                                 |                             | S                     |
|                                 |                             | S                     |
| 姬娜·薛域                       |                             | 她本人C V             |
|                                 |                             | S                     |

## 音乐
| 标题                          | 美国上架日期   | 长度  | 作曲家          | 厂牌                |
| ----------------------------- | -------------- | ----- | --------------- | ------------------- |
| 暗夜狼人（原聲帶）            | 2022年10月7日  | 41:25 | 迈克尔·吉亚基诺 | 好莱坞唱片 漫威音乐 |
| 银河护卫队 假日特辑（原声带） | 2022年11月23日 | 22:44 | 约翰·墨菲       | 好莱坞唱片 漫威音乐 |

## 评价
| 特辑                  | 爛番茄           | Metacritic     |
| --------------------- | ---------------- | -------------- |
| 暗夜狼人              | 89%（111篇評論） | 69（17篇評論） |
| 星際異攻隊 聖誕特別篇 | 94%（62篇評論）  | 82（8篇評論）  |

《暗夜狼人》上映后，/Film的泰勒·莱维恩·泰恩（Tyler Llewyn Taing）表示，漫威影业特别呈献可能会像《暗夜狼人》一样“为漫威电影宇宙带来更多令人兴奋的类型和风格实验”，并将这一小时长的电视特别节目形式与漫威影业的短片系列One-Shot相比较。GameSpot的克里斯·E·海纳（Chris E. Hayner）在评论《暗夜狼人》时表示，如果这些特辑剧集都能像《暗夜狼人》一样精彩，那么它们“应该成为常规节目”。IGN印度的鲁佩什·奈尔（Rupesh Nair）将漫威特别呈献这种形式与单行漫画以及DC漫畫的Elseworlds系列出版物进行了比较，并表示漫威影业特别呈献“提升”了漫威电影宇宙的水准，并可能成为该系列的“关键突破”。他希望未来的特辑剧集能够通过“让导演和演员大放异彩”的故事，向观众介绍各种不为人知的角色。《好莱坞报道》的理查德·纽比（Richard Newby）认为这种形式是“漫威宇宙最令人兴奋的前景”，并指出“减少电视连续剧，甚至电影的数量，将它们重新思考为特别节目是个好主意，而不是六到九周的承诺……这可以让观众更加轻松，并重新激发他们对这个宇宙的投入，同时也让电影制作者能够在创作上有所突破。”

## 纪录片
2022年9月，一部为《暗夜狼人》拍摄的纪录片《暗夜狼人导演》宣布开拍，由安东尼·吉亚奇诺担任编剧兼导演。《暗夜狼人导演》于2022年11月4日在Disney+上映，以“漫威影业特别呈献”为品牌进行营销。 